# ジュニア小説
ジュニア小説（ジュニアしょうせつ）は、日本において昭和30年代から50年代（1955年 - 1984年）、主に少女向け雑誌に発表された小説である。少女小説と同一視される場合もあるが、代表的な作家である富島健夫はこれを否定している。
全盛時の読者総数は240万人と言われる。

## 「ジュニア小説」という呼称の成立
雑誌『女学生の友』1958年6月号で「ジュニア短編小説」の募集が行われたのが、最初の用例である。
小学館の編集者であった桜田正樹は、1954年頃『女学生の友』に男女交際を題材にとった小説を載せたところ叱られたために「ジュニア小説を作った」と発言しており、この呼称を使い始めたのは桜田らであったと考えられる。

## 富島健夫の認識
富島健夫はジュニア小説の代表的作家として名を馳せたが、本人が語る定義は「10代を主人公に描いた文学」であり、「10代向きの小説」ではない。
前述の通りジャンル名としては「少女小説」の流れに発生したものであるが、富島は自身の作品が少女小説の系譜に連なるものであることは否定しており、少女小説を書くつもりはないと明言していた。
評伝『「ジュニア」と「官能」の巨匠 富島健夫伝』によると、富島は1961年に少女向け雑誌からの依頼を受け始めるより以前から、同じように10代を主人公とした小説を発表している。

## ジャンル批判と衰退
1969年から1971年にかけて、ジュニア雑誌はたびたびマスコミに取り上げられ、有害図書として叩かれた。1970年には富島の『おさな妻』が目立った標的となり、掲載誌であった『ジュニア文芸』は1971年に廃刊した。
飯田一史は著書『ウェブ小説30年史 日本の文芸の「半分」』の中で、少女向け小説の性描写が社会問題化した点を指して、2000年代のケータイ小説ブームへの批判との類似性を指摘している。
最大手誌『小説ジュニア』は以降も存続するが、1982年に廃刊、『Cobalt』へと後継される。
1977年に『小説ジュニア』でデビューし『Cobalt』の代表的作家となった氷室冴子は、積極的に「少女小説」の呼称を用いたことで知られており、氷室のデビュー当時に読者であった久美沙織は後年、氷室以前のベテラン作家との世代差による感覚の乖離と、ほぼ同世代の新人であった氷室に感じた衝撃的な清新さを語っている。

## 代表的な作家
- 富島健夫
- 三木澄子
- 佐伯千秋
- 津村節子
- 中村八朗
- 三谷晴美（瀬戸内寂聴）[2]

## 代表的な雑誌
- 小説ジュニア（集英社） - 1965年、『女性明星』廃刊を受け後継誌として創刊[7]、最大手[6]、1982年廃刊（後継誌：『Cobalt』）
- ジュニア文芸（小学館） - 1967年、『女学生の友』の姉雑誌として創刊[6] 、1971年廃刊
- 美しい十代（学習研究社） - 小説専門誌ではなく10代女性向けの総合雑誌であるが、ここに掲載された富島の作品はジュニア小説として語られる。富島のジュニア小説のキャリアは、1961年の本誌への寄稿に始まるとされるのが一般的[8]。
- 若い人（学燈社） - 小説専門誌ではなく青年誌であるが、ここに掲載された富島の作品はジュニア小説として語られる。